# Самеба (Хелвачаурский муниципалитет)
Самеба (груз. სამება) — село в Грузии, на территории Хелвачаурского муниципалитета автономной республики Аджария.

## География
Село находится в юго-западной части Грузии, на правом берегу реки Барцханы, на расстоянии 3 километров (по прямой) к востоку от города Батуми, административного центра муниципалитета и автономной республики. Абсолютная высота — 127 метров над уровнем моря.

## Население
По результатам официальной переписи населения 2014 года, в Самебе проживало 1732 человека (884 мужчины и 848 женщин). В национальной структуре населения грузины составляли 99,5 %, русские – 0,2 %, азербайджанцы – 0,1 %.
| Год  | Население, человек |
| ---- | ------------------ |
| 2002 | 1993               |
| 2014 | ↘ 1732             |